# Nora Mørková
Nora Mørková (nepřechýleně Mørk, * 5. dubna 1991 Oslo, Norsko) je norská házenkářka. V současnosti působí v norském klubu Vipers Kristiansand, kde hraje na pozici pravé spojky. V národním týmu debutovala 21. září 2010 v přátelském zápase proti Rumunsku.
V roce 2016 se účastnila Olympijských her v Riu de Janeiro, kde norský tým získal bronz. Mørk byla vyhlášená nejlepší střelkyní turnaje poté, co vstřelila 62 gólů.